# 牛春茹
牛春茹（1970年4月21日—），出生于內蒙古自治區臨河市:2（今内蒙古自治区巴彦淖尔市临河区），台灣新住民、政治人物，中國國民黨籍，現任中國國民黨全國黨代表、候補中央委員。目前擔任中國國民黨黃國園黨部副主任委員、桃園市新住民文化交流協會理事長，並就讀中國文化大學國家發展與大陸研究所。為首個被提名全國不分區立法委員的陸籍配偶。

## 經歷
畢業於內蒙古科技大學包頭醫學院，后在广东省深圳市的台灣公司工作。2000年10月，牛春茹与台湾籍男士在内蒙古自治区包头市结婚。年底，移居台湾。
2009年，取得中華民國國民身分證。同年，加入中國國民黨。在國民黨附屬的新住民委員會效力多年。
2017年，以選區第一高票當選國民黨第20屆全國代表大會黨代表。同年當選國民黨候補中央委員，第一位陸配國民黨中央委員（候補）。2019年1月，在桃園創立新住民文化交流協會，担任理事長。7月28日，國民黨第20屆第3次全國代表大會期间，她与陸配黨代表王杰、賴麗霞、羅瑛、劉芸彤等5人提案，要求國民黨中央在2020年中華民國立法委員選舉，不分區立法委員提名，訂定「新住民不分區立法委員提名機制」。年底，她爭取國民黨提名不分區立委，獲桃園市黨部及黃復興黨部共同推薦。
2020年1月，立法委員選舉中，牛春茹位列國民黨提名不分區立法委員候选人第17順位(吳敦義排名第14順位、謝龍介排名第15順位):2。

## 獲獎
- 2010年桃園市新移民學習楷模
- 2011年移民署桃園服務站外籍配偶幸福家庭
- 2012年桃園市傑出外籍配偶
- 2013年獲全國新移民學習楷模
- 2015年、2016年、2017年、2018年連續四年獲黨內績優幹部
- 2016年首屆桃園巿新移民楷模
- 2016年桃園市新住民熱心公益奖
- 2016桃園市優秀榮眷
- 2017桃園市優秀軍眷
- 2019桃園巿模範榮眷